# Susan Ruttan
Susan Ruttan (Oregon City, 16 de setembro de 1948), nascida Susan Diane Dunsrud, é uma atriz norte-americana, mais conhecida por seu papel como Roxanne Melman na série L.A. Law (1986 - 1993).

## Vida e carreira
Ruttan nasceu em Oregon City, Oregon, filha de Helen Manis, uma enfermeira, e Daryl Dunsrud, um madeireiro. Ela graduou-se pela Universidade de Oregon e pela Universidade da Califórnia, em Santa Cruz.
Ruttan interpretou Roxanne Melman em L.A. Law  de 1986 a 1993, quando a série foi cancelada. Ela reviveu a personagem em 2002 no telefilme L.A. Law: The Movie. Ela foi indicada quatro vezes ao Prêmio Emmy do Primetime de melhor atriz coadjuvante em série dramática por sua atuação no programa.
Ruttan chamou a atenção primeiramente por interpretar a vingativa esposa de Gil Cunningham, arquirrival de George Jefferson no seriado The Jeffersons (1975-1985). Também apareceu em episódios de outras séries de televisão, como Buffy the Vampire Slayer, Chicago Hope, Bosom Buddies, 3rd Rock from the Sun, Remington Steele, Yes, Dear, Newhart e Gilmore Girls. Em 2008, o criador de Buffy, Joss Whedon, escalou vários atores que já haviam participado da série para o musical Dr. Horrible's Sing-Along Blog, incluindo Ruttan, que apareceu brevemente em um papel sem falas.
Em 1984, Ruttan teve um pequeno papel cômico no longa-metragem de comédia adolescente Bad Manners (também conhecido como Growing Pains) e em 1990 atuou na comédia romântica Funny About Love, protagonizada por Gene Wilder. Ela interpretou a assassina condenada Genene Jones no telefilme Deadly Medicine (1991). Também participou de um episódio da série Hannah Montana ("Promma Mia"). Em seu papel mais dramático até o momento, interpretou a mãe de Linda Kasabian em Helter Skelter (2004), refilmagem do telefilme homônimo de 1976. Em 2009, Ruttan apareceu no telefilme Prayers for Bobby, no qual contracenou com Sigourney Weaver.